# تون بيل
تون بيل (بالإنجليزية: Tone Bell)‏ مواليد 10 أغسطس 1983 في ديكاتور، هو ممثل وكوميدي أمريكي.

## الأعمال
- البرق
- كي وبيل
- ويتني

## وصلات خارجية
- تون بيل على موقع IMDb (الإنجليزية)
- تون بيل على موقع ألو سيني (الفرنسية)
- تون بيل على موقع قاعدة بيانات الفيلم (الإنجليزية)
- الموقع الرسمي